# Difaa El Jadida
El Difaa El Jadida es un equipo de fútbol de Marruecos que participa en la Liga marroquí de fútbol, el torneo de fútbol más importante del país.

## Historia
Fue fundado en el año 1956 en la ciudad de El Jadida a raíz de la fusión de los equipos Difaâ d'Essafa y Hassania de la Médina.
No ha ganado títulos de liga, pero ganó el título de copa por primera vez en el año 2013, participando a nivel internacional en 3 oportunidades, destacando en la Recopa Africana 1986 en la que llegó a cuartos de final.

## Palmarés
- GNF 1: 0
  - Subcampeón: 2

1976, 2009
- Copa de Marruecos: 1

2013
- - Subcampeón: 4

1977, 1985, 1986, 2017

## Participación en competiciones de la CAF
| Temporada | Torneo                       | Ronda            | Club                   | Casa  | Visita | Global      |
| --------- | ---------------------------- | ---------------- | ---------------------- | ----- | ------ | ----------- |
| 1986      | Recopa Africana              | 1                | AS Kaloum Star         | 2-0   | 0-1    | 2-1         |
| 1986      | Recopa Africana              | 2                | Al-Ahly Trípoli        | w.o.1 | w.o.1  | w.o.1       |
| 1986      | Recopa Africana              | Cuartos de final | CS Hammam-Lif          | 0-0   | 0-0    | 0-0 (3-4 p) |
| 2010      | Liga de Campeones de la CAF  | Preliminar       | Os Balantas            | 3-0   | 0-0    | 3-0         |
| 2010      | Liga de Campeones de la CAF  | 1                | Al Ittihad Tripoli     | 1-1   | 1-1    | 2-2 (3-4 p) |
| 2011      | Copa Confederación de la CAF | Preliminar       | CSK                    | 1-1   | 2-2    | 3-3 (a)     |
| 2011      | Copa Confederación de la CAF | 1                | Olympique Béja         | 3-0   | 0-2    | 3-2         |
| 2011      | Copa Confederación de la CAF | 2                | AS Adema               | 3-0   | 0-1    | 3-1         |
| 2011      | Copa Confederación de la CAF | 3                | Interclube             | 2-2   | 0-3    | 2-5         |
| 2018      | Liga de Campeones de la CAF  | Preliminar       | Sport Bissau e Benfica | 10-0  | 0-0    | 10-0        |
| 2018      | Liga de Campeones de la CAF  | 1                | AS Vita Club           | 1-0   | 2-2    | 3-2         |
| 2018      | Liga de Campeones de la CAF  | Fase de grupos   | TP Mazembe             | 0-2   | 1-1    | 3.º Lugar   |
| 2018      | Liga de Campeones de la CAF  | Fase de grupos   | ES Sétif               | 1-1   | 1-2    | 3.º Lugar   |
| 2018      | Liga de Campeones de la CAF  | Fase de grupos   | MC Alger               | 2-0   | 1-1    | 3.º Lugar   |

1- Los equipos de Libia fueron descalificados porque su federación de fútbol fue suspendida por la CAF por no pagar las cuotas de inscripción al torneo.

## Entrenadores
- Pál Orosz (1970-1973)
- Pál Orosz (1979-1982)

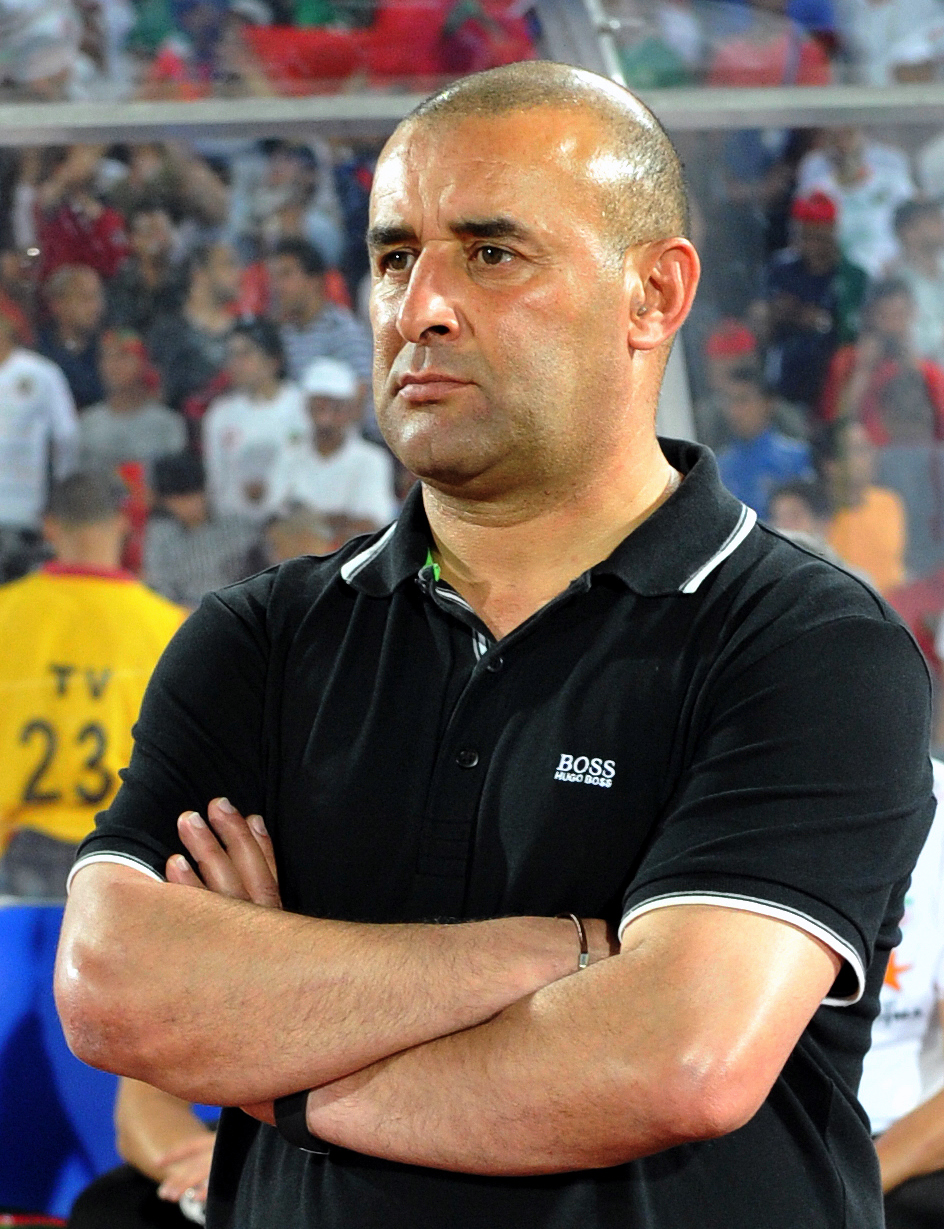
Abdelhak Benchikha dirigió al Difaâ El Jadida en la temporada 2013/14.

- Jules Accorsi (1989-1991)
- Jules Accorsi (1995-1996)
- Abdelkhalek Louzani (2001-2002)
- François Bracci (2008-2009)
- Denis Lavagne (2008–2009)
- Jamal Sellami (2009-2010)
- Fethi Jamal (2010)
- Mohamed Abdelmonim (2010)
- Khalid Karama (2010-2011)
- Jaouad Milani (2011–2012)
- Hassan Moumen (2013)
- Jaouad Milani (2013)
- Abdelhak Benchikha (2013–2014)
- Hassan Shehata (2014)
- Tarek Mortafa (2014)
- Abderrahim Talib (2017-)